# IC 872
IC 872 ist eine Spiralgalaxie vom Hubble-Typ Sab im Sternbild Jungfrau nördlich der Ekliptik. Sie ist schätzungsweise 307 Millionen Lichtjahre von der Milchstraße entfernt und hat einen Durchmesser von etwa 85.000 Lichtjahren.
Im selben Himmelsareal befindet sich u. a. die Galaxie NGC 5060.
Das Objekt wurde am 28. April 1891 vom US-amerikanischen Astronomen Lewis Swift entdeckt.